# Andrés Prieto Urrejola
Andrés Prieto Urrejola   (Santiago de Xile, 19 de desembre de 1928 - Vitacura, 25 de setembre de 2022) fou un futbolista xilè de la dècada de 1950 i posterior entrenador.

## Trajectòria
Jugava a la posició de davanter. La major part de la seva trajectòria la va viure a Universidad Católica del seu país natal, on guanyà el campionat nacional l'any 1949, sota la direcció tècnica d'Alberto Bucciardi. L'any 1953 viatjà a Barcelona per fitxar pel RCD Espanyol, on jugà durant dues temporades. En total disputà 16 partits de lliga en els quals marcà 4 gols. A continuació retornà a Xile, novament a Universidad Católica, on acabà la seva carrera com a futbolista.
Fou internacional amb la selecció xilena, amb la qual participà en el Mundial de 1950. També disputà els Campionats Sud-americans de 1947 de 1949 i de 1957.
També va tenir una llarga trajectòria com a entrenador a diversos països americans com Xile, Mèxic, Argentina, Uruguai i Bolívia. D'entre els diversos clubs que dirigí destaquen: Universidad Católica (1963-66 i 1980), Colo-Colo (1966-67), San Lorenzo de Almagro (1972), Liverpool Fútbol Club (1973-75), Defensor (1976, on guanyà la Liguilla Pre-Libertadores), América (1967), Cobreloa (1977-79 i 1989-90), Club Bolívar (1984-85) i Real Santa Cruz (1986-87).

## Palmarès

### Com a futbolista
Universidad Católica
- Primera divisió de Xile:
  - 1949
- Torneo de Consuelo Apertura:
  - 1949
- Segona divisió de Xile:
  - 1956
- Torneo Internacional de Pascua:
  - 1950

### Com a entrenador
Defensor
- Liguilla Pre-Libertadores:
  - 1976